# 2,5-二羟基-1,4-二硫杂环己烷-2,5-二甲酸
2,5-二羟基-1,4-二硫杂环己烷-2,5-二甲酸（Sulfanegen）是一种有机硫化合物，化学式为C6H8O6S2，它是氰化物中毒的实验性解毒剂。它的二钠盐和三乙醇胺盐也在研究。这些盐可以直接通过酸碱中和反应来制备。